# Шкурган Микола
Шкурган Микола (1840–1922), педагогічний діяч Буковини, учитель середніх шкіл у Чернівцях; шкільні підручники для народних шкіл, методичні праці.
Від 1890 року редагував україномовні матеріали для видання «Буковинські педагогічні листки».